# シロスミレ
シロスミレ（白菫、学名：Viola patrinii）はスミレ科スミレ属の多年草。別名、シロバナスミレ、ケシロスミレ、ハダカシロスミレ。
花は白く、中央部は黄色をおび、側弁と唇弁に紫色の条があり、葉は花時に直立し、翼のある葉柄は葉身より長い。ミヤマスミレ節 Sect. Patellares に属する。

## 特徴
地下茎は短く、根は茶色。無茎の種で、高さは10-20cmになる。葉は2-3個が根生し、花時にほとんど直立する。葉柄に翼があり、長さは4-12cmになり、葉身より長い。葉身は長さ4-7cm、楕円状披針形から長卵形で、先端は鈍頭からやや鋭頭で、基部は切形になり、縁には低い鈍鋸歯がまばらにある。葉の表面は緑色で、両面ともに無毛であるが、葉脈上に毛が生えることがある。花後の葉は長い三角形になる。
花期は5-7月。葉の間から長さ7-15cmになる花柄が伸び、白色の花をつける。花は径約2cmで中央部は黄色をおびる。花柄途中には狭小な2個の小苞葉がある。花弁の唇弁と側弁に紫色の条がありとくに唇弁に目立ち、側弁の基部に毛が生える。唇弁の距は太く短く、長さは3-4mmになり、袋状になる。萼片は披針形になる。雄蕊は5個あり、花柱はカマキリの頭形になり、花柱上部の両翼は左右に張り出し、柱頭がごく短く突き出る。果実は蒴果で、毛が生えない。染色体数は2n=24。

## 分布と生育環境
日本では、南千島、北海道、本州の岐阜県以東の太平洋側に偏って分布し、北海道では低地の、本州では山地の、日当たりの良い湿った草原に生育する。世界では、朝鮮半島、中国大陸東北部、サハリン、ロシア沿海地方に広く分布する。

## 名前の由来
和名のシロスミレは「白菫」の意。1940年刊行の『牧野日本植物圖鑑』（初版）においては、「和名白花すみれハ紫色ヲ開ク普通ノすみれに対シテノ名ナリ、故ニ中ニ淡紫采ノ花アリト雖モ敢テ意ニ介スルニ足ラズ」としている。
種小名（種形容語）patrinii は、フランスの植物学者パトラン（Eugène Louis Melchior Patrin (1742-1815)（英語））への献名。

## ギャラリー

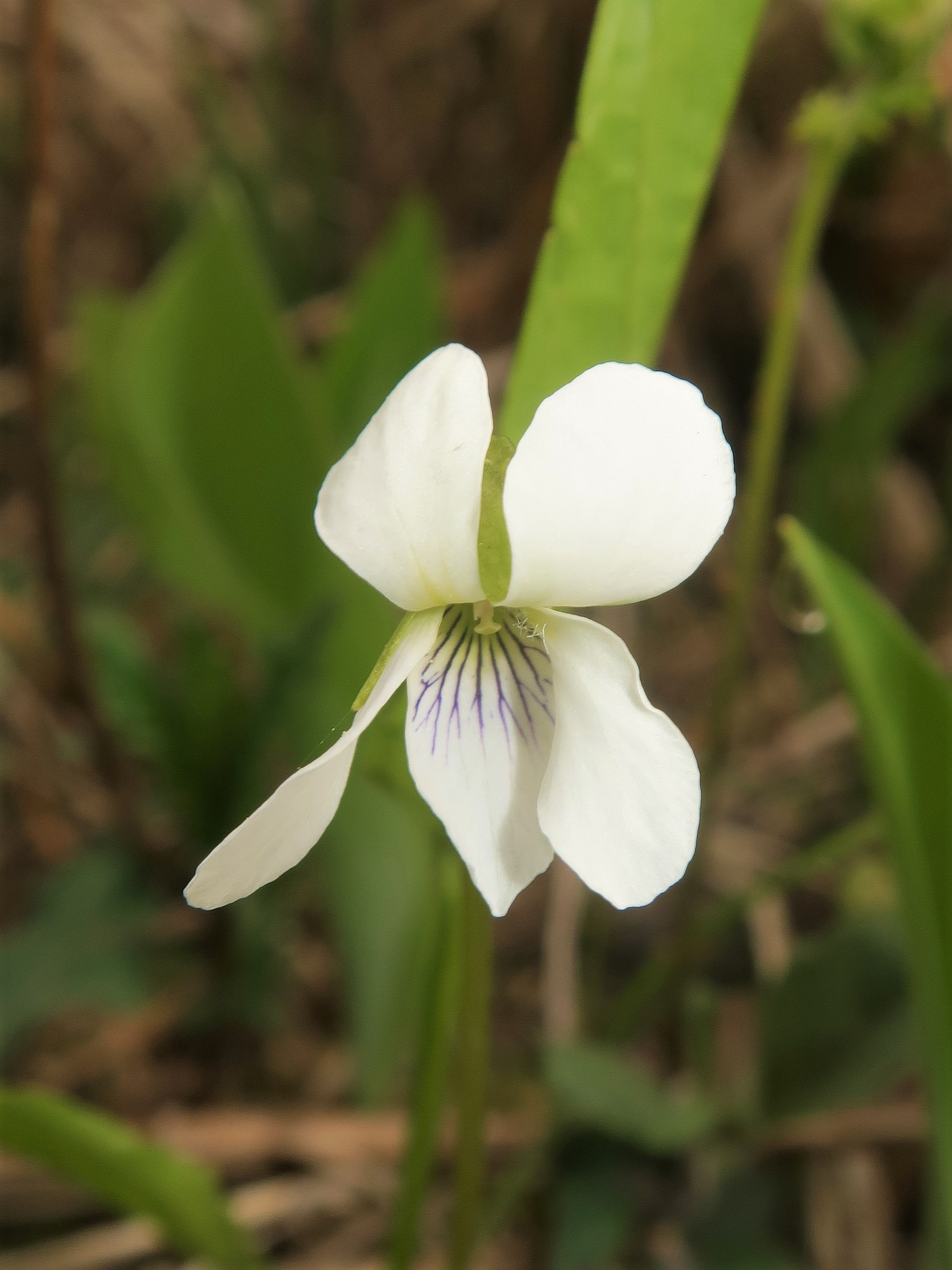
花は白色で中央部は黄色をおびる。唇弁の紫色の条が目立ち、側弁の基部に毛が生える。
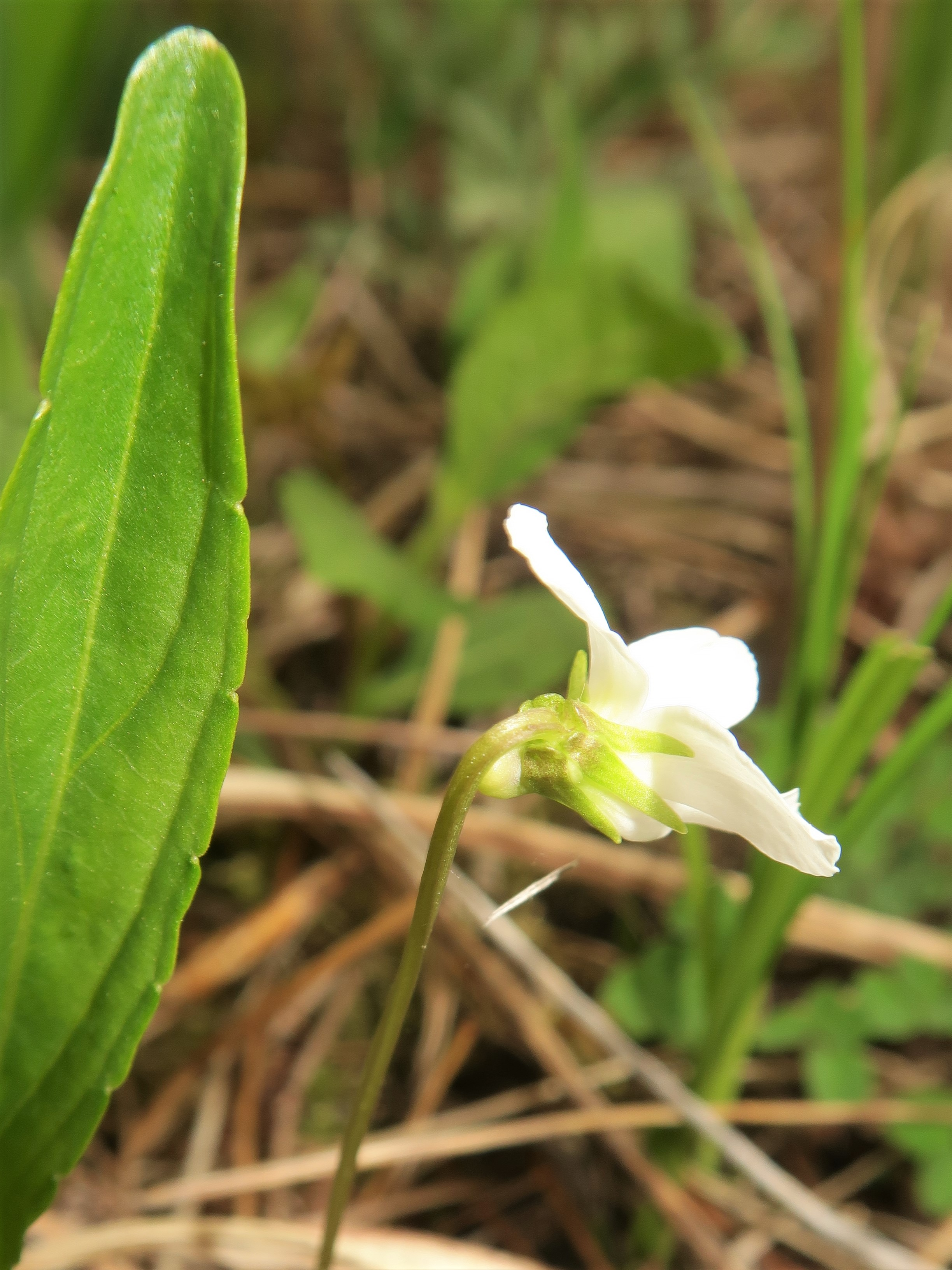
花の側面。全体に無毛。唇弁の距は太く短く、袋状になる。萼片は披針形になる。
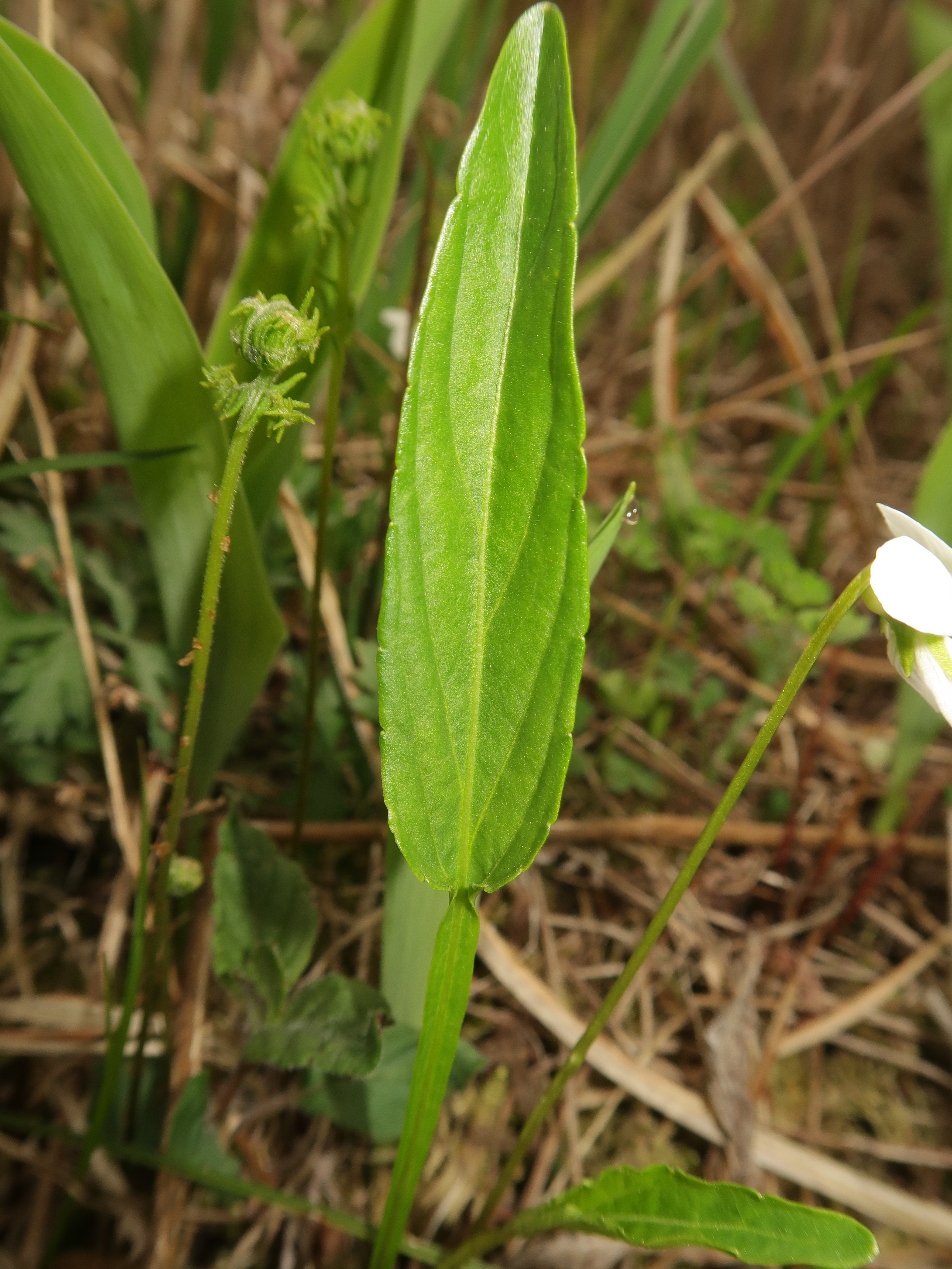
葉は花時に直立し、葉身は楕円状披針形から長卵形で、基部は切形になり、葉柄には翼がある。

## 下位分類
- トヨコロスミレ Viola patrinii DC. var. patrinii f. toyokoroensis Koji Ito (1996)[10] - 花弁の紫色の条がない純白花品種[5]で、北海道十勝地方の中川郡豊頃町に所在する大津原生花園の長節沼湿原で見いだされたもの[11]。
- ホソバシロスミレ Viola patrinii DC. var. angustifolia Regel (1862)[12] - シロスミレを基本種とする変種で、基本種の葉身の基部が切形になるのに対し、ホソバシロスミレの葉身の基部はくさび形になって葉柄に流れる。基本種と比べ、全体に小型で高さは5-10cmになり、葉身も小さく、長さ2-4cmになる。本州の滋賀県以西、四国、九州に分布し、ある程度標高がある日当たりの良い湿り気のある山地草原や林道わきなどに生育する。関ケ原付近を境界として、東日本にシロスミレ、西日本にホソバシロスミレと地理的に棲み分けている[5][13]。変種名、angustifolia は、「細葉の」「巾の狭い葉の」の意味[14]。

### 種の保全状況評価（ホソバシロスミレ）
絶滅危惧II類 (VU)（環境省レッドリスト）
（2019年、環境省）

## 類似の種
同じミヤマスミレ節 Sect. Patellares に属するアリアケスミレ V. betonicifolia var. albescens に似る。以前はシロスミレとアリアケスミレの白花のものはよく混同されていたという。シロスミレとアリアケスミレの葉柄には翼があり、シロスミレの葉柄の長さは葉身の長さの1.5倍以上あるが、アリアケスミレの葉柄は葉身より短いものが多い。また、花弁の紫色の条は、シロスミレは唇弁に目立つ。さらに、シロスミレは山地の湿った草原に生えるが、アリアケスミレは低地の耕作地の縁や河川敷、路傍に生える。

## 交雑種
- キリガミネスミレ Viola mandshurica W.Becker × V. patrinii DC. - （スミレ×シロスミレ）[16]